# Bovolone
Bovolone és un comune (municipi) de la província de Verona, a la regió italiana del Vèneto, situat a uns 90 quilòmetres a l'oest de Venècia i a uns 25 quilòmetres al sud-est de Verona.
A 1 de gener de 2020 la seva població era de 16.142 habitants.
Bovolone limita amb els següents municipis: Cerea, Concamarise, Isola della Scala, Isola Rizza, Oppeano, Salizzole i San Pietro di Morubio.